# 紹興山
47°24′0″N 10°22′0″E / 47.40000°N 10.36667°E

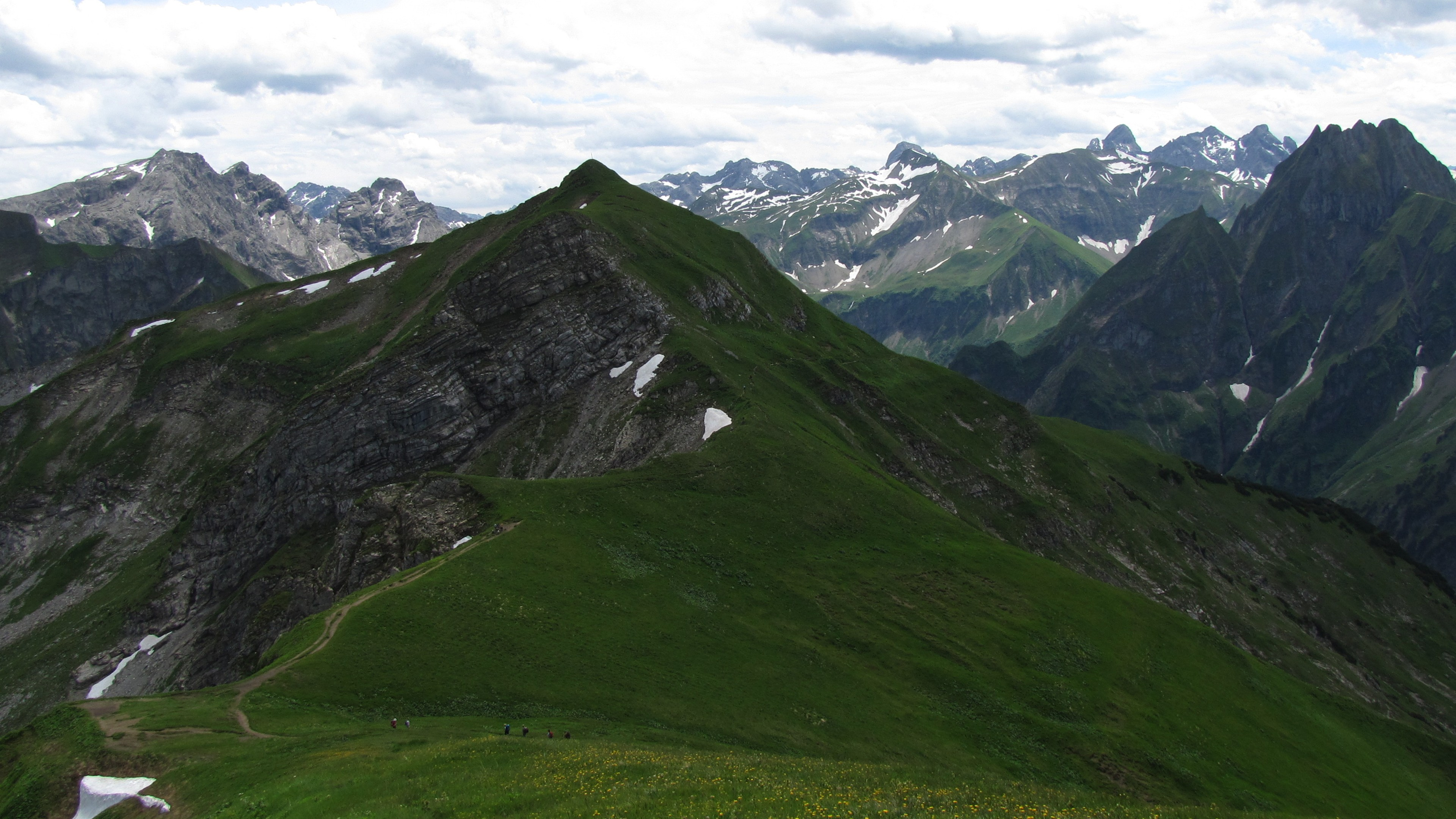

紹興山（德語：Schochen），是德國的山峰，位於該國東南部，由巴伐利亞負責管轄，屬於阿爾高阿爾卑斯山脈的一部分，距離勞夫巴赫爾埃克山0.8公里，海拔高度2,100米，每年平均降雨量1,730毫米。